# 大山包镇
大山包镇，是中华人民共和国云南省昭通市昭阳区下辖的一个镇。辖区全境为大山包黑颈鹤国家级自然保护区的范围。
2012年9月22日，云南省人民政府批复同意撤销大山包乡，设立大山包镇。

## 行政区划
大山包镇下辖以下地区：
合兴村、马路村、车路村、大山包村和老林村。